# Festuca petraea
Festuca petraea är en gräsart som beskrevs av Guthn. och Moritz August Seubert. Festuca petraea ingår i släktet svinglar, och familjen gräs. Inga underarter finns listade i Catalogue of Life.